# 張火廣
張火廣（1874年—1937年），福建惠安縣淨峰鄉五群村人，清末民初的廟宇石匠師，人稱火廣司。

## 生平
1923年來臺，定居大稻埕，為1920年代來臺的惠安石匠。其子張木成師其技。徒弟為簡志仲。
最為後人津津樂道的是他曾在八里天后宮與辛阿救拼對場；在新莊地藏庵與李泉成拼對場。
1937年，於淡水清水巖施工期間過世，石雕工作由兒子續作完成。

## 主要作品
- 臺灣
  - 木柵指南宮（1923年）
  - 八德三元宮（1925年）
  - 八里天后宮（與辛阿救對場）（1926年）
  - 彰化大村埤腳五通宮（1930年）（其子張木成參與石工）
  - 新莊地藏庵（與李泉成對場）（1937年）
  - 中壢仁海宮